# Округ Грант (Висконсин)
Округ Грант (енгл. Grant County) је округ у америчкој савезној држави Висконсин.

## Демографија
По попису из 2010. године број становника је 51.208, што је 1.611 (3,2%) становника више него 2000. године.
| Група             | 2000.          | 2010.          |
| Белци             | 48.542 (97,9%) | 49.296 (96,3%) |
| Афроамериканци    | 259 (0,5%)     | 588 (1,1%)     |
| Азијати           | 230 (0,5%)     | 312 (0,6%)     |
| Хиспаноамериканци | 280 (0,6%)     | 649 (1,3%)     |
| Укупно            | 49.597         | 51.208         |